# Sve najbolje vol. 2
Sve najbolje vol. 2 je drugi kompilacijski album hrvatskog pjevača Miroslava Škore. Izdan je 2007. godine.

## Popis pjesama
1. Suza krene sama od sebe (4:02)
2. Nives (3:24)
3. Maria De La Lovrez (4:30)
4. Kad sjever zapuše (4:03)
5. Molio sam Boga za te (3:28)
6. Milo moje [Duža verzija] (4:10)
7. Reci, brate moj (Duet: Marko Perković Thompson) [Nova verzija] (4:25)
8. Tamo gdje je dom (3:57)
9. Sude mi (gost: Marko Perković Thompson) (3:56)
10. Čet'ri vitra (3:49)
11. Ne vjeruje srce pameti (3:56)
12. Ne reci ne (2:54)
13. Vrime (4:15)
14. Moja vilo (3:53)
15. Golubica (4:18)
16. Nemoj me zaboravit' (3:52)
17. Heroji ne plaću [Nova verzija] (3:39)
18. Svetinja (5:23)